# Amt Schönstein (Wissen)
Das Amt Schönstein war eine Verwaltungseinheit im Kurfürstentum Köln und im Herzogtum Nassau. 

## Ursprung
Das Amt ging hervor aus ursprünglichem Besitz der Edelherren von Arenberg an der Sieg um die Burg Schönstein in Wissen (Landkreis Altenkirchen, Rheinland-Pfalz).  Dieser Besitz war wahrscheinlich durch die Heirat des Kölner Burggrafen Eberhard von Arenberg mit Aleidis von Molsberg, Erbin der Edelherren von Freusburg, an die Familie gelangt.  Eberhards Söhne teilten im Jahre 1250 mit Einwilligung des Kölner Erzbischofs Konrad von Hochstaden den Besitz an der Sieg: Heinrich III. von Arenberg, kurkölnischer Burggraf, erhielt den Bereich südlich des Flusses mit der Burg Schönstein und den Gütern um Wissen, Gerhard erhielt die Besitzungen nördlich der Sieg und nannte sich nunmehr „von Wildenburg“.

## Kurkölnisches Amt
Nach dem Aussterben der Herren von Arenberg mit Heinrichs Enkel Johann im Jahre 1281 zog das Erzstift Köln das Kirchspiel Wissen links der Sieg mit der Burg Schönstein als erledigtes Lehen ein.  (Der rechts der Sieg gelegene Teil des Kirchspiels blieb den Herren von Wildenburg.)  Die Burg war seitdem Sitz eines kurkölnischen Amtes. 
Da es Kurköln nicht gelungen war, eine Landverbindung zwischen den Kurlanden am Rhein und dem kurkölnischen Herzogtum Westfalen durch die Siegschneise herzustellen, blieben ihm nur einzelne Exklaven wie Merten, Schönstein und halb Siegen als Stützpunkte in diesem Gebiet.  Aus Finanznot war jedoch die Herrschaft Schönstein – mit Burg, dazugehörigen Höfen und Waldungen, den Dörfern Wissen, Schönstein und Selbach, nebst reichlich Bodenschätzen – immer wieder an finanzstarke Lehensnehmer verpfändet.  Pfandhalter waren u. a. Wilhelm und Syrert von Selbach (1411), Albert von Gevertshahn (genannt Lützgerode) (1435), Wilhelm von Nesselrode zum Stein (1455), Johan von Gevertshain gen. Lützerode zu Vorst (1529), Graf Bernhard von Nassau (1543) und Dahm (Damian) Spies (1557). Nach dem Truchsessischen Krieg (1582–1589) waren die Kassen des Kurstaates allerdings so erschöpft, dass die auf der Herrschaft Schönstein lastenden Pfandschaften nicht eingelöst werden konnten.

## Herrschaft Schönstein

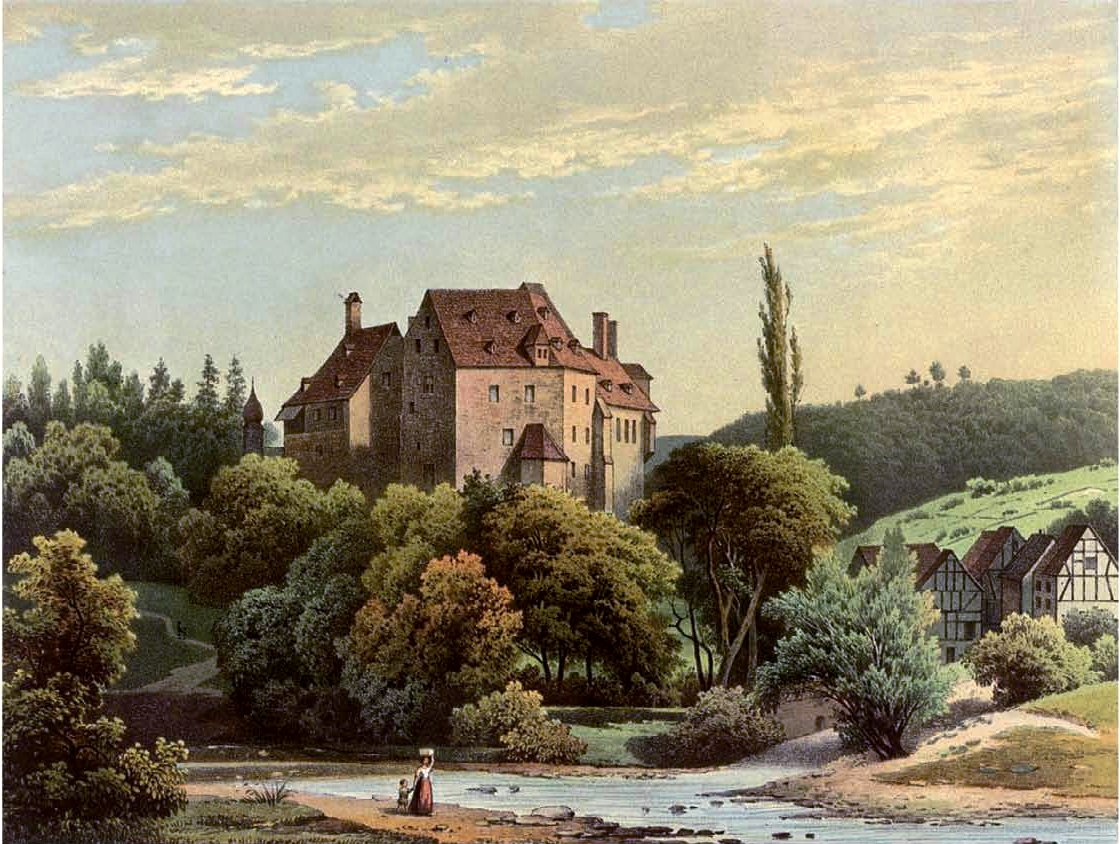
Schloss Schönstein um 1860, Sammlung Alexander Duncker

Der neue Erzbischof Ernst von Bayern und das Domkapitel übertrugen als Entgelt für vorgeschossene Summen mit Vertrag vom 27. Juli 1589 Hermann von Hatzfeld-Wildenburg-Werther die Burg Schönstein mit den zugehörigen Höfen und Waldungen zu Eigentum und die Herrschaft Schönstein als erbliches Lehen; Kurköln behielt nur die Landeshoheit und das Bergregal.  Als Parteigänger Ernst von Bayerns hatte Harzfeld, als Drost von Balve und Amtmann zu Bilstein und Schönstein Inhaber wichtiger Statthalterschaften im Kurfürstentum, im Truchsessischen Krieg erhebliche Summen zum Unterhalt von Truppen aufgebracht, und der abgesetzte Erzbischof Gebhard Truchsess hatte deshalb sein Schloss Wocklum im August 1583 niederbrennen lassen.
Als Hermann von Hatzfeldt im Jahre 1600 kinderlos starb, gingen Burg, Herrschaft und Amt  Schönstein durch Erbschaft an die Linie Hatzfeld-Merthen-Schönstein über.  Als diese Linie 1681 ausstarb, kam Schönstein wieder an die Linie Hatzfeld-Wildenburg.

## Preußen
Von 1803 bis 1815 kam das Gebiet an das Herzogtum Nassau, dann durch Beschluss des Wiener Kongresses 1815 an Preußen.  Der südliche Teil des Kirchspiels Wissen, die seit 1418 einem anderen Zweig der Hatzfelder gehörende Herrschaft Wildenburg, war 1806 an das Großherzogtum Berg gefallen, kam aber 1815 ebenfalls an Preußen, das die beiden Gebiete nördlich und südlich der Sieg wieder zusammenlegte und 1821 die Besitzungen der Familie Hatzfeld zur Standesherrschaft Wildenburg-Schönstein erhob. Das Gebiet gehörte nun zum Kreis Altenkirchen im Regierungsbezirk Koblenz der Provinz Großherzogtum Niederrhein, ab 1822 der Rheinprovinz. Die auf dem rechten Siegufer gelegene Herrschaft Wildenburg, die Bürgermeisterei Friesenhagen und die halbe Bürgermeisterei Wissen gehörten als Friedensgericht Wildenburg zum Landgerichtsbezirk Bonn, die auf dem linken Siegufer gelegenen Schönstein und die Hälfte von Wissen gehörten als Justizamt Schönstein zum Bezirk des Justizsenats Ehrenbreitstein.

## Umfang von Amt bzw. Herrschaft Schönstein
| Orte | 1640 (Häuser) | 1853 (Einwohner) | 1919 (Einwohner) |
| --- | ------------- | ---------------- | ---------------- |
| Selbach (Teil) | 7             | 301              | 402              |
| Tal und Schloß Schönstein | 40            | 381              | 844              |
| Wissen, Haus Wissen | 40            | 726              | 3789             |
| Blickhauserhöhe: Blickhausen, Katzenthal, Mittel-, Nieder- und Oberdurwittgen, Mittelhof, Nieder- und Oberkrombach, Quadenhof, Roddern, Röttgen, Steckenstein, Vosswinkel | 49            | ...              | 388              |
| Köttingerhöhe: Ende, Glatteneichen, Hahn, Köttingen, Mühlenberg, Niesterstein, Paffrath                                                                                   | …             | …                | …                |
| Elbergrund: Altenbrendebach, Bodenseifen, Dohm, Dorn, Grabig, Loche, Neubrendebach, Nieder- und Oberhombach, Struth                                                       | …             | 291              | 297              |